# Victor Öhling Norberg
Victor Öhling Norberg (* 22. Mai 1990 in Tännäs, Härjedalen) ist ein ehemaliger schwedischer Freestyle-Skiläufer und Olympionike (2014). Er war auf die Disziplin Skicross spezialisiert. Seine größten Erfolge waren der Gewinn der Weltcup-Disziplinenwertung in der Saison 2013/14 und der Weltmeistertitel 2017.

## Biografie
Zu Beginn seiner Sportkarriere war Norberg ein alpiner Skirennläufer. Ab Dezember 2006 nahm er an FIS-Rennen und nationalen Juniorenrennen teil, überwiegend in den Disziplinen Riesenslalom und Slalom. Nennenswerte Erfolge erzielte er keine, mit Ausnahme eines Sieges bei einem FIS-Riesenslalom in Tärnaby im November 2008. Ende der Saison 2009/10 wechselte er zur Freestyle-Disziplin Skicross und bestreitet seither nur noch sporadisch alpine Skirennen.
Sein Debüt im Freestyle-Weltcup hatte Norberg am 18. Dezember 2010 in Innichen, wo er auf Platz 22 fuhr und sogleich die ersten Weltcuppunkte gewann. Dies war auch gleichbedeutend mit dem besten Ergebnis in seiner Premierensaison. Im Verlaufe der Saison 2011/12 konnte er sich nur einmal in den Punkterängen klassieren, weshalb er vermehrt im Europacup zum Einsatz kam. Der Durchbruch an die Weltspitze gelang Norberg im Winter 2012/13. Mit Platz drei in Innichen erzielte er am 23. Dezember 2012 die erste Weltcup-Podestplatzierung. Nach einem weiteren dritten Platz in Grasgehren siegte er am 19. Februar 2013 in Sotschi bei der Olympia-Hauptprobe. Enttäuschend verlief die Weltmeisterschaft 2013 in Voss, wo er durch Sturz bereits in der Qualifikation ausschied.
In der Saison 2013/14 stand Norberg viermal auf dem Podest eines Weltcuprennens, davon einmal als Sieger (in Åre). In der Disziplinenwertung duellierte er sich mit dem Österreicher Andreas Matt und setzte sich gegen diesen letztlich äußerst knapp mit zwölf Punkten Vorsprung durch. Bei den Olympischen Winterspielen 2014 klassierte er sich als Neunter. Im Winter 2014/15 gewann er zwei Weltcuprennen in Arosa und ein weiteres in Åre. Hinzu kamen zwei Podestplätze, was für den zweiten Platz in der Disziplinenwertung reichte. Bei den Weltmeisterschaften 2015 am Kreischberg gewann er die Bronzemedaille.
Im Weltcup 2015/16 gewann Norberg zwei Rennen in Innichen und Idre. Zusammen mit einem zweiten Platz ergab dies den vierten Platz in der Disziplinenwertung. Recht unkonstant waren seine Leistungen im Weltcup 2016/17 mit Klassierungen zwischen dem 3. und 25. Platz. Zum Saisonende gewann er bei den Weltmeisterschaften 2017 in der Sierra Nevada die Goldmedaille.
Am 24. April 2019 erklärte er seinen Rücktritt vom Leistungssport. Als Grund nannte er fehlende Motivation.

## Privates
Norberg ist der Partner der ehemaligen Freestyle-Skierin Anna Holmlund, die sich 2016 bei einem Sturz im Training Hirnblutungen zugezogen hatte.

## Erfolge

### Olympische Spiele
- Sotschi 2014: 9. Skicross

### Weltmeisterschaften
- Kreischberg 2015: 3. Skicross
- Sierra Nevada 2017: 1. Skicross

### Weltcupwertungen
| Saison  | Gesamt | Gesamt | Skicross | Skicross |
| Saison  | Platz  | Punkte | Platz    | Punkte   |
| ------- | ------ | ------ | -------- | -------- |
| 2010/11 | 138.   | 3      | 41.      | 32       |
| 2011/12 | 218.   | 1      | 54.      | 14       |
| 2012/13 | 12.    | 41     | 3.       | 414      |
| 2013/14 | 8.     | 45     | 1.       | 494      |
| 2014/15 | 5.     | 50     | 2.       | 553      |
| 2015/16 | 20.    | 34,42  | 4.       | 413      |
| 2016/17 | 86.    | 16,07  | 17.      | 225      |
| 2017/18 | 72.    | 19,40  | 15.      | 194      |
| 2018/19 |        |        | 20.      | 168      |

### Weltcupsiege
Öhling errang im Weltcup bisher 19 Podestplätze, davon 7 Siege:
| Datum             | Ort      | Land     |
| ----------------- | -------- | -------- |
| 19. Februar 2012  | Sotschi  | Russland |
| 15. März 2014     | Åre      | Schweden |
| 6. Februar 2015   | Arosa    | Schweiz  |
| 7. Februar 2015   | Arosa    | Schweiz  |
| 14. Februar 2015  | Åre      | Schweden |
| 20. Dezember 2015 | Innichen | Italien  |
| 14. Februar 2016  | Idre     | Schweden |

### Weitere Erfolge
- Winter-X-Games 2016: 16. Skicross
- 3 schwedische Meistertitel (2012, 2013, 2017)
- 1 Podestplatz im Europacup